# Večeře
Večeře je poslední velké jídlo dne, které se konzumuje v podvečerních hodinách. Často se jedná o jídlo, během kterého dochází k relaxaci a uvolnění po pracovním dnu. Skládá se většinou z jednoho chodu, který ve střední Evropě bývá lehčí či méně sytý než oběd. Oproti snídani bývá večeře tepelně upravovaná.[zdroj⁠?!]
Zvláštní obdobou večeře je tzv. „romantická večeře“, která může být pro atmosféru dozdobena svíčkami, vhodnou hudbou a alkoholickým nápojem (vínem, sektem atd.).
Podobný účel mají i společenská setkání, která bývají označovaná jakožto slavnostní večeře, které bývají obvykle pořádány za účelem nějaké oslavy nebo jakožto výraz úcty k někomu či k něčemu.
Jako poslední večeře Páně se v křesťanství označuje Ježíšovo poslední jídlo s učedníky před zatčením a odpovídající ikonografický motiv, známý například z Leonardovy Poslední večeře. Večeře Páně je pak v některých církvích užívané označení obřadu eucharistie.